# Gigi Goode
Gigi Geggie (Woodstock, Illinois, 2 de desembre de 1997), amb el nom artístic de Gigi Goode, és una drag queen dels Estats Units i personalitat de televisió coneguda per haver quedat en segona posició a la dotzena temporada del programa de talents estatunidenc RuPaul’s Drag Race.

## Biografia
Samuel Geggie va néixer el 2 de desembre de 1997 a Woodstock, Illinois, i té ascendència escocesa i escandinava. La seva mare, Kristi, és dissenyadora de roba i d’interiors. Geggie va ser introduït a la cultura LGBT als 12 anys pel seu oncle obertament gai. Va començar a fer drag a una edat primerenca amb l'ajut de la seva mare, que inicialment no ho aprovava, i va actuar en públic per primera vegada als 15 anys.
Geggie va assistir a Woodstock High School, on es van graduar el 2016. Va assistir a la Millikin University de Decatur, Illinois, on es va especialitzar en art i va rebre l'any 2017 el premi David S. Monroe Art, que distingeix els "èxits excepcionals en art, reconeixent els estudiants per la seva especialitat, l'excel·lència en el seu treball i mostrar una actitud professional" Més tard va abandonar Millikin i es va traslladar a Los Angeles.
És membre de la House of Avalon, un grup creatiu amb altres artistes queer, com la també drag queen i guanyadora de Drag Race Symone.
El 2020, Goode va competir a la dotzena temporada de la competició de telerrealitat RuPaul's Drag Race, on va ser la concursant més jove de la temporada i va quedar en segona posició. Goode va guanyar els reptes principals dels episodis 4, 6, 7 i 12. Els crítics van elogiar el paper de Goode al programa, destacant les seves habilitats de moda i comèdia.

## Vida personal
Geggie s'identifica com a gènere fluid.